# Эритрея на юношеских Олимпийских играх
Эритрея принимает участие в юношеских Олимпийских играх: в летних Играх — начиная с Игр 2010 года, в зимних Играх — начиная с Игр 2012 года.
Спортсмены Эритреи на всех юношеских Олимпийских играх выиграли в сумме 3 медали, из них 1 золотую, все медали завоёваны на летних Играх; в неофициальном медальном зачёте спортивная делегация Эритреи занимает 80-е место.

## Медальный зачёт

### Медали на летних юношеских Олимпийских играх
| Игры              | Участников | Золото | Серебро | Бронза | Всего | Место |
| 2010 Сингапур     | 7          | 1      | 0       | 1      | 2     | 48    |
| 2014 Нанкин       | 3          | 0      | 0       | 0      | 0     | —     |
| 2018 Буэнос-Айрес | 9          | 0      | 0       | 1      | 1     | 83    |
| Всего             | Всего      | 1      | 0       | 2      | 3     | 78    |

### Медали на зимних юношеских Олимпийских играх
| Игры             | Участников     | Золото         | Серебро        | Бронза         | Всего          | Место          |
| 2012 Инсбрук     | 1              | 0              | 0              | 0              | 0              | —              |
| 2016 Лиллехаммер | не участвовали | не участвовали | не участвовали | не участвовали | не участвовали | не участвовали |
| 2020 Лозанна     | не участвовали | не участвовали | не участвовали | не участвовали | не участвовали | не участвовали |
| Всего            | Всего          | 0              | 0              | 0              | 0              | —              |